# سانشاین اکسپرس ایرلاینز
سانشاین اکسپرس ایرلاینز (به انگلیسی: Sunshine Express Airlines) یک شرکت هواپیمایی با کد یاتا CQ است که در تاریخ ۱ اکتبر ۱۹۹۸ میلادی تأسیس شده‌است. دفتر مرکزی سانشاین اکسپرس ایرلاینز در فرودگاه سانشاین کوست، کوئینزلند، استرالیا واقع شده‌است.